# Homohadena badistriga
Homohadena badistriga är en fjärilsart som beskrevs av Augustus Radcliffe Grote 1872. Homohadena badistriga ingår i släktet Homohadena och familjen nattflyn. Inga underarter finns listade i Catalogue of Life.